# Estatua de Mangareva
La estatua de Mangareva o figura de la deidad de Mangareva es una escultura de madera de un dios masculino que se realizó en la isla del Pacífico de Mangareva en la Polinesia Francesa. La imagen de culto fue entregada a misioneros ingleses a principios del siglo XIX, cuando la población local se convirtió al cristianismo. Finalmente, fue adquirida por el Museo Británico en 1911.

## Procedencia
La figura de madera fue realizada en la isla de Mangareva a finales del siglo XVIII o principios del XIX. Los primeros europeos que desembarcaron en la isla fueron a bordo del HMS Blossom, al mando del capitán Frederick William Beechey, en 1824. Poco después, los misioneros franceses convirtieron a la población local al cristianismo.
En 1835, el padre Honoré Laval y el padre François d'Assise Caret, con el apoyo del rey reinante Maputeoa y del ex sumo sacerdote Matua, destruyeron la mayor parte de lo que quedaba de las obras de arte indígenas, aunque Caret envió algunas piezas a Europa. En aquella época, los misioneros británicos también estaban activos en la zona y este ídolo probablemente fue cedido a la Sociedad Misionera de Londres en la década de 1820. La Sociedad Inicialmente prestaron su importante colección de esculturas polinesias al Museo Británico, pero luego la vendieron a la colección nacional en 1911.

## Descripción
La figura representa a un dios local y está tallada en madera muy pulida autóctona del archipiélago. Está relativamente intacta, solo le faltan partes de los brazos y los pies. La deidad masculina de pie tiene una cabeza grande con características distintivas que son exclusivas de las obras de arte de la isla.
El significado exacto y el nombre de este ídolo no han sido identificados definitivamente, aunque los eruditos creen que puede representar al dios polinesio de la agricultura Rongo o al dios principal de Mangareva, Tu. En el siglo XIX se enviaron a Europa dos tipos de figuras: el primer grupo, del que éste es un ejemplo, tenía un diseño antropomórfico; el segundo grupo (y más raro) era más abstracto.
Existe una figura similar, que también se cree que representa al dios de la agricultura Rongo, en el Museo Metropolitano de Arte en Nueva York (Estados Unidos).